# 秋山清

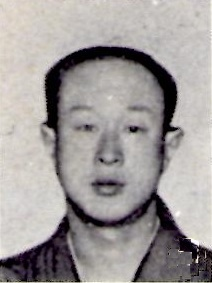
秋山清

秋山 清（あきやま きよし、1904年4月20日 - 1988年11月14日）は、福岡県小倉市（現・北九州市）出身の詩人、アナキスト。終戦まで局（つぼね）清のペンネームを用いる。

## 経歴
1904年、福岡県小倉市（現・北九州市）で生まれる。小倉中学（現・県立小倉高）を経て日本大学中退。1924年創刊のアナーキズム系の詩誌『詩戦行』に参加。1930年、小野十三郎と『弾道』創刊。第二次世界大戦後、1946年、金子光晴、岡本潤、小野十三郎とともに詩誌『コスモス』を創刊。アナキスト連盟や新日本文学会常任委員の活動のかたわら、『新日本文学』、『現代詩』に詩や評論を発表。詩史や自伝、作家論などの著作も多い。

## 著作

### 著書
- 『文学の自己批判 民主主義文学への証言』新興出版社 1956、秋山清著作集編集委員会編、ぱる出版2006年
- 『日本の反逆思想 アナキズムとテロルの系譜』現代思潮社 1960 三一新書、1977
- 『短歌入門』三一新書、1963
- 『竹久夢二 夢と郷愁の詩人』紀伊国屋新書　1968
- 『ニヒルとテロル』川島書店 ヒューマン選書 1968
- 『日本の反逆思想 無政府主義運動小史』現代思潮社 1968
- 『戦後詩の私的な回想』太平出版社 1969
- 『近代の漂泊 わが詩人たち』現代思潮社 1970
- 『郷愁論 竹久夢二の世界』青林堂 1971
- 『あるアナキズムの系譜 大正・昭和のアナキスト詩人たち』冬樹社 1973
- 『自由おんな論争 高群逸枝のアナキズム』思想の科学社 1973
- 『反逆の信条』北冬書房 1973.
- 『壷中の歌 わたしの群書群像』仮面社 1974
- 『わが心のバック・ミュージック』青娥書房 1974
- 『アナキズム文学史』筑摩書房 1975
- 『大杉栄評伝』思想の科学社 1976
- 『わが夢二』北冬書房 1976
- 『孤立 あるいは"私"へのたびだち』本郷出版社 1977
- 『啄木と私』たいまつ新書 1977
- 『恋愛詩集』冬樹社 1977
- 『わが大正』第三文明社 1977
- 『わが暴力考』三一書房 1977
- 『夢二とその時代』第三文明社 レグルス文庫 1978
- 『夢二は旅人 未来に生きる詩人画家』毎日新聞社 1978
- 『あとがき詩人論』青磁社 1979
- 『目の記憶 ささやかな自叙伝』筑摩書房 1979
- 『やさしき人々 大正テロリストの生と死』大和書房 1980
- 『昼夜なく アナキスト詩人の青春』筑摩書房 1986

### 詩集
- 『象の話』コスモス社 1959
- 『白い花』コスモス社 1966
- 『ある孤独』
- 『豚と鶏』
- 『秋山清詩集』現代思潮社、1968
- 『発禁詩集』潮文社 1970
- 『季節の雑話 秋山清詩集』創樹社 1978
- 『秋山清詩集』思潮社 現代詩文庫 2001

### 共編著
- 『大杉栄全集』全15巻 大沢正道共編 現代思潮社 1963-65
- 『日本反戦詩集』伊藤信吉,岡本潤共編 太平出版社 1969
- 『権力の拒絶 アナキズムの哲学』編集 風媒社 1971
- 『幸徳・大杉・石川 日本アナキストの原像』大沢正道共著 北日本出版社 1971
- 『アナキスト詩集』編 海燕書房 1974
- 『岡本潤全詩集』編 本郷出版社 1978
- 『萩原恭次郎全集』全3巻 伊藤信吉,川浦三四郎共編集 静地社 1980-82